# John Farrow (regisseur)
John N.B. Villiers-Farrow (Sydney, 10 februari 1904 – Beverly Hills, 28 januari 1963) was een Amerikaans regisseur en acteur van Australische komaf.

## Levensloop
Farrow werd in 1947 genaturaliseerd tot Amerikaan. Hij was van 1936 tot zijn dood getrouwd met actrice Maureen O'Sullivan. Zij kregen zeven kinderen, onder wie de actrices Tisa en Mia Farrow. Een van zijn bekendste films als regisseur was de film noir The Big Clock uit 1948 die in zijn genre een echte klassieker werd.
John Farrow overleed op 58-jarige leeftijd aan een hartaanval.

## Filmografie
- 1937: Men in Exile
- 1937: West of Shanghai
- 1937: She Loved a Fireman
- 1938: The Invisible Menace
- 1938: Little Miss Thoroughbred
- 1938: My Bill
- 1938: Broadway Musketeers
- 1939: The Saint Strikes Back
- 1939: Women in the Wind
- 1939: Sorority House
- 1939: Five Came Back
- 1939: Full Confession
- 1939: Reno
- 1940: Married and in Love
- 1940: A Bill of Divorcement
- 1942: Wake Island
- 1942: Commandos Strike at Dawn
- 1943: China
- 1944: The Hitler Gang
- 1945: You Came Along
- 1946: Two Years Before the Mast
- 1947: California
- 1947: Easy Come, Easy Go
- 1947: Blaze of Noon
- 1947: Calcutta
- 1948: The Big Clock
- 1948: Beyond Glory
- 1948: Night Has a Thousand Eyes
- 1949: Alias Nick Beal
- 1949: Red, Hot and Blue
- 1950: Where Danger Lives
- 1950: Copper Canyon
- 1951: His Kind of Woman
- 1951: Submarine Command
- 1953: Botany Bay
- 1953: Ride, Vaquero!
- 1953: Plunder of the Sun
- 1953: Hondo
- 1954: A Bullet Is Waiting
- 1955: The Sea Chase
- 1956: Back from Eternity
- 1957: The Unholy Wife
- 1959: John Paul Jones